# Ánima eskola
La escuela de arte dramático Ánima Eskola es una escuela de enseñanzas artísticas superiores teatrales situada en Bilbao, País Vasco (España).
Fue fundada en el año 2009 por la actriz rusa Marina Shimanskaya y el actor, guionista y director de cine ruso Algis Arlauskas.
La actual directora de la escuela es Marina Shimanskaya y el actual coordinador general es Algis Arlauskas. 

## La escuela
En 1992, Marina Shimanskaya y Algis Arlauskas llegaron a Bilbao para realizar un trabajo documental (la serie Vivir y morir en Rusia). Tras ofrecerles varios proyectos como directores y actores se quedaron a residir en Bilbao. Impartieron docencia y clases en distintas escuelas de interpretación del País Vasco, como la Escuela de arte dramático Artebi (Bilbao).
En el año 2009 fundaron la escuela de teatro y cine "Ánima Eskola" en Bilbao, en el barrio bilbaíno de Santuchu, queriendo ofrecer formación superior a actores y actrices en el norte de España, importando las metodologías rusas de actuación.
La escuela se ubicaba en Bilbao (2009-2017) y en el año 2017 la escuela se trasladó a Erandio, ampliando sus instalaciones y ofreciendo formación en más ámbitos.
La escuela sigue la formación teatral clásica rusa con basada en el método Stanislavsky, desarrollado con las metodologías de Yevgueni Vajtángov, Mijaíl Chéjov y Vsévolod Meyerhold (impulsor de la biomecánica teatral), además de alguna influencia de Jerzy Grotowski, siguiendo las metodologías de la escuela rusa, la metodología Stanislavsky-Vajtángov-M.Chéjov-Meyerhold (método ruso). Metodología clásica importada directamente por Marina Shimanskaya y Algis Arlauskas junto con profesores colaboradores con formación clásica rusa como Iván Verkhovykh.
La actual directora de la escuela es Marina Shimanskaya y el actual coordinador general es Algis Arlauskas.
Entre los profesores de la escuela están, entre otros, Marina Shimanskaya, Algis Araluskas, David Valdelvira, Sandra Tejero, Pedro Rivero, Mikel Rueda, Fernando Valgañón, Ivan Verkhovykh, Itziar Lazkano, Ramón Barea, María Goiricelaya, Reyes Hiraldo, Roberto Bienzobas, Rakel Rodríguez, Denis Martínez Roque, Katya Kostrova, Eva Ausín, Daniela Bartolomé, Viorica Ceban, Mia Kalo, Moisés Morales Lorenzo, ...

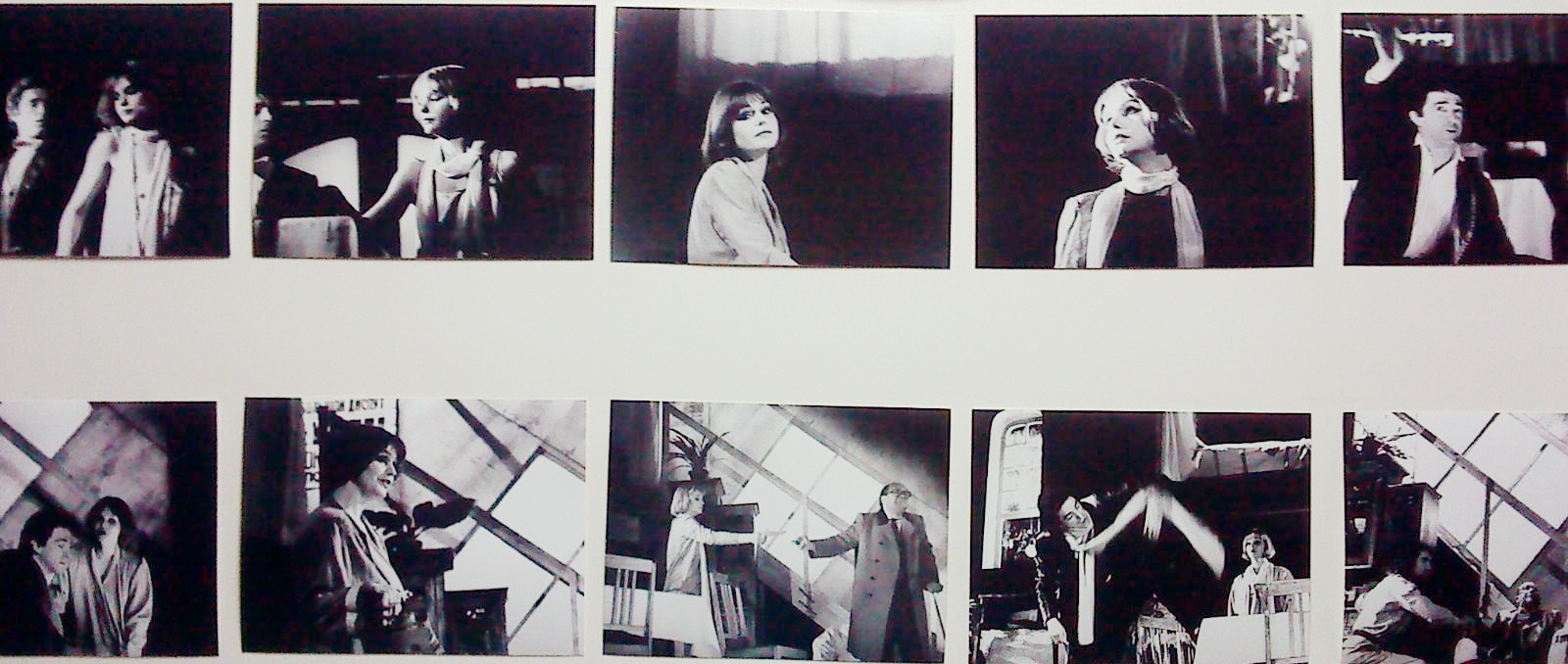
Cuadro a la entrada de la escuela, donde aparece su fundadora Marina Shimanskaya

La escuela cuenta actualmente con tres ámbitos de formación: arte dramático e interpretación, formación en cine y dirección de cine y formación en guion. Dentro de la formación superior en arte dramático cuenta con las especialidades de interpretación, dramaturgia y dirección y escenografía.
También ofrece posgrados en interpretación y método y también residencias artísticas como residencias de producción, experimentación o investigación.
La escuela participa en distintos festivales de teatro, como en el Festival de Escuelas de Teatro de Bilbao, el Festival Internacional de Teatro de Trieste que se realiza en Trieste (Italia), el Moscow Your Chance Festival o el Moscow Theatre Festival que se desarrolla en Moscú (Rusia).

## Alumnado célebre
| - Aitor Luna - Galder Perez - Ander Barinaga-Rementeria - Richard Sahagún - Xabi Ortuzar - Sandra Tejero - Estela Celdrán - Guillermo Altair | - Koldo Olabarri - Yannick Vergara - Julen Jiménez - Ane Pikaza - Nerea Elizalde - Carmen Climent - Ainhoa Artetxe - Nahikari Rodríguez | - Julen Guerrero Calvo - Lorea Lyons - Ane Inés Landeta - Yeray Vázquez - Ander Rovira - Eriz Cerezo - Jon Melero |

## Premios
Entre los premios que ha recibido la escuela están,
- Premio Ercilla a la labor teatral (2010) para Marina Shimanskaya[14]
- Premio Buero Vallejo (2011), por Sombras de los antepasados olvidados (dir. David Valdelvira)[15]
- Premio Buero Vallejo (2013), por Un día cualquiera en el Moulin Rouge (dir. David Valdelvira)
- Premio Buero Vallejo (2015), por Sueño de una noche de verano (dir. David Valdelvira)[16][17][18]
- Premio Buero Vallejo (2017), por Nuestra querida Mary Poppins (dir. David Valdelvira)
- Premio FETABI (2017), por Hamlet (dir. David Valdelvira)[19][20]

## Filmografía
- Ánima Eskola Bilbao: reportaje documental, 2015, dir. Lobke van Eijk[21]